# Tobler und Berg
Franziska Tobler, gespielt von Eva Löbau, und Friedemann Berg, gespielt von Hans-Jochen Wagner sind die fiktiven Ermittler der ARD-Krimireihe Tatort im Einsatzgebiet des Schwarzwalds. Beide ermitteln seit Anfang Oktober 2017 als Kriminalhauptkommissare für den SWR in Freiburg im Breisgau und Umgebung.

## Hintergrund
Das meist verwendete Konzept der Tatort-Reihe, einem Ermittlerteam eine deutsche Stadt zuzuordnen, in der dann ermittelt wird, kann auf die Kriminalhauptkommissare Tobler und Berg nicht angewendet werden. Sie ermitteln nicht an einem Ort und dessen Umgebung, sondern vielmehr in einer ganzen Region.
Die im Schwarzwald ansässigen Hauptkommissare mit Dienststelle in Freiburg bilden nach dem Abschied des Konstanzer Ermittlerteams Blum und Perlmann Ende 2016 ein weiteres Tatort-Gespann des SWR.

## Figuren

### Franziska Tobler
Hauptkommissarin Franziska Tobler, gespielt von Eva Löbau, ist tief im Schwarzwald verwurzelt, lebt sie doch seit ihrer Geburt in der südwestlichen Region Baden-Württembergs. Tobler lebt zunächst in einer festen Beziehung, in der es allerdings kriselt, weil ihr Partner ihr vorwirft, den gemeinsamen Kinderwunsch insgeheim gar nicht zu teilen. In Folge 5 kommt es zur Trennung und Tobler landet mit ihrem Kollegen Berg nach einer Fastnachtfeier, beide sind erheblich alkoholisiert, im Bett.
Tobler ist eine kluge und kraftvolle Ermittlerin, die allerdings ihre Interessen nicht um jeden Preis durchsetzt. Sie handelt wohlüberlegt, wägt ab und taktiert. Mit viel Fingerspitzengefühl und Geschick führt die als besonders empathisch und gefühlvoll geltende Kommissarin Vernehmungen mit Kindern oder psychisch labilen Personen durch. Sie mag keinen Trubel und steht selbst nicht gerne im Mittelpunkt, weiß allerdings genau, was sie will und wie sie es erreichen kann.
Ihr Bauchgefühl trügt sie selten, und häufig ahnt sie schon, wenn etwas in einem Fall nicht stimmt, bevor sie kriminalistische und rationale Schlussfolgerungen zu einer Erkenntnis gebracht haben. Nach außen wirkt sie eher unscheinbar. Sie bevorzugt dunkle, wenig auffällige Kleidung, trägt gerne Hosenanzüge mit einfarbigen Blusen unter der Jacke.

### Friedemann Berg

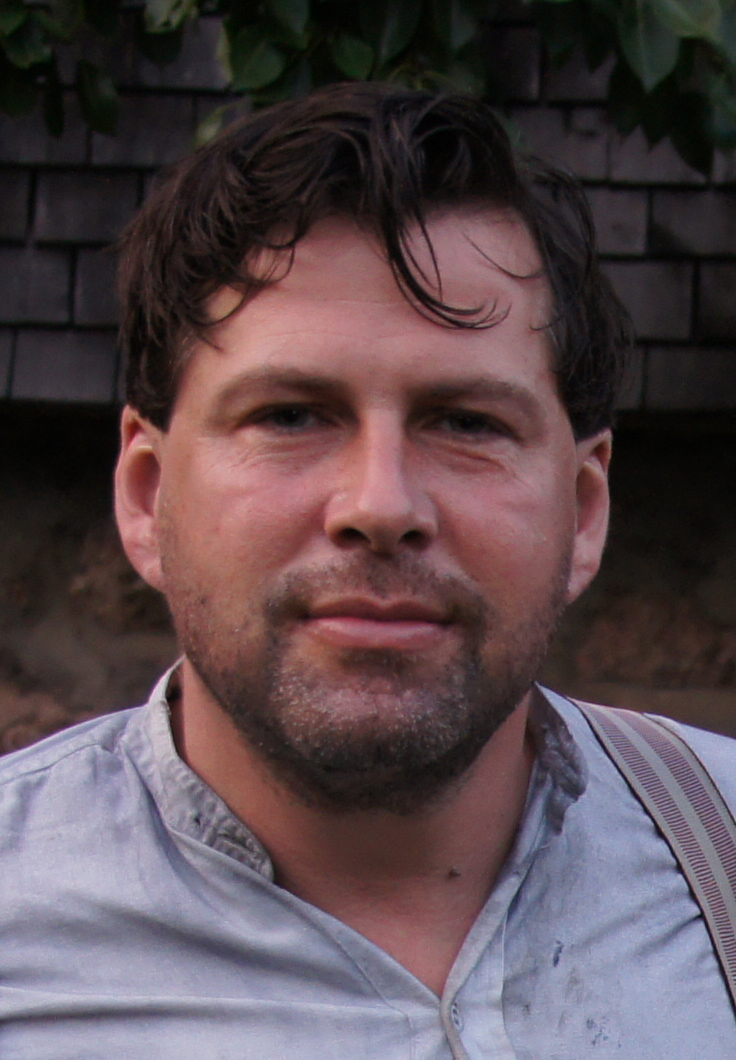
Hans-Jochen Wagner spielt KHK Friedemann Berg

Der hochgewachsene, stämmige Hauptkommissar Friedemann Berg, gespielt von Hans-Jochen Wagner, lebt mittlerweile in der Großstadt Freiburg im Breisgau, ist jedoch nach wie vor tief mit dem Schwarzwald verwurzelt, der für ihn Heimat bedeutet. Aufgewachsen ist er dort auf dem abgelegenen Hof seiner Eltern. Obwohl er schon lange weggezogen ist, mag er sich nicht von seinem Elternhaus trennen.
Der Kommissar mag dicke Pullover mit Reißverschluss und T-Shirt darunter, dazu Jeans und festes Schuhwerk mit grober Sohle. Seine Kleidung sollte jedoch vor allem eines sein: zweckmäßig. Farblich fallen fast alle seine Kleidungsstücke gedeckt aus. Auffällig ist sein dunkel gelocktes, etwas ungebändigt wirkendes Haar, das er sich über einen Seitenscheitel aus den Augen kämmt.
Von der Statur her eher gemütlich und bedächtig wirkend, handelt der Kriminalist jedoch blitzschnell, wenn es vonnöten ist. Er steckt all seine Energie in einen Fall und ruht nicht eher, bis seine Untersuchungen zu Ergebnissen geführt haben. Seine Art von Humor trifft nicht bei allen auf Gegenliebe, was ihn aber nicht daran hindert, ihn einzusetzen, auch wenn er damit bei seinem Gegenüber oftmals aneckt.
Die Vorschriften lässt Berg in akuten Situationen schon einmal außer Acht, prescht energisch nach vorn und geht auch schon mal mit dem Kopf durch die Wand, um seine Ziele zu erreichen. Daraus resultierende Konsequenzen nimmt er dabei billigend in Kauf.

### Cornelia Harms
Cornelia Harms, gespielt von Steffi Kühnert, war die strenge Kommissariatsleiterin und die unmittelbare Vorgesetzte von Tobler und Berg. Sie zeigte sich schon mal genervt von Friedemann Bergs Alleingängen und seinem hin und wieder wenig überlegten Handeln in brenzligen Situationen. Auch Bergs Humor und seine kompromisslose Art fielen bei ihr nicht immer auf fruchtbaren Boden. Trotzdem schätzte sie beide Kriminalisten sehr und stand hinter ihnen, besonders Franziska Toblers kühle überlegte Art und ihr kompromissbereiter Charakter fanden ihr Wohlgefallen.
Die Schauspielerin Steffi Kühnert war kurzfristig für Harald Schmidt eingesprungen, der die Rolle des Gernot Schöllhammers, des ursprünglich konzipierten Vorgesetzten der beiden Ermittler, spielen sollte. Im Tatort Rebland hatte sie ihren letzten Auftritt, im Tatort Ad Acta ist die Stelle vakant.

## Folgen
| Fall | Titel                            | Erstausstr.   | Folge | Drehbuch                      | Regie                 | Besonderheiten |
| ---- | -------------------------------- | ------------- | ----- | ----------------------------- | --------------------- | --- |
| 1    | Goldbach                         | 1. Okt. 2017  | 1029  | Bernd Lange                   | Robert Thalheim       | |
| 2    | Sonnenwende                      | 13. Mai 2018  | 1058  | Patrick Brunken               | Umut Dag              | |
| 3    | Damian                           | 23. Dez. 2018 | 1075  | Lars Hubrich, Stefan Schaller | Stefan Schaller       | Vorstellung am 4. September 2018 auf dem Festival des Deutschen Films 2018. Kommissar Luka Weber (Carlo Ljubek) vertritt Hauptkommissar Friedemann Berg in dieser Folge. |
| 4    | Für immer und dich               | 10. März 2019 | 1087  | Magnus Vattrodt               | Julia von Heinz       | |
| 5    | Ich hab im Traum geweinet        | 23. Feb. 2020 | 1121  | Jan Eichberg                  | Jan Bonny             | |
| 6    | Rebland                          | 27. Sep. 2020 | 1138  | Nicole Armbruster             | Barbara Kulcsar       | |
| 7    | Was wir erben                    | 25. Apr. 2021 | 1165  | Patrick Brunken               | Franziska Schlotterer | |
| 8    | Saras Geständnis                 | 13. Feb. 2022 | 1189  | Astrid Ströher                | Kai Wessel            | |
| 9    | Die Blicke der Anderen           | 6. Nov. 2022  | 1215  | Bernd Lange                   | Franziska Schlotterer | |
| 10   | Unten im Tal                     | 12. Feb. 2023 | 1225  | Nicole Armbruster             | Julia Langhof         | Premiere am 29. August 2022 auf dem Festival des deutschen Films in Ludwigshafen am Rhein.                                                                               |
| 11   | Das geheime Leben unserer Kinder | 14. Mai 2023  | 1237  | Astrid Ströher                | Kai Wessel            | |
| 12   | Letzter Ausflug Schauinsland     | 20. Mai 2024  | 1271  | Stefanie Veith                | Stefan Krohmer        | |
| 13   | Ad Acta                          | 22. Sep. 2024 | 1273  | Bernd Lange                   | Rudi Gaul             | |
| 14   | Die große Angst                  | 23. März 2025 | 1297  | Christina Ebelt               | Christina Ebelt       | Die Premiere erfolgte am 27. August 2024 auf dem Festival des deutschen Films in Ludwigshafen am Rhein.                                                                  |